# Collide
Pour les articles homonymes, voir Collide (homonymie).
Collide est un groupe de rock industriel créé dans les années 1990 à Los Angeles, en Californie. Le groupe est toujours en activité.

## Biographie
Le nom du groupe vient de la collision entre la voix enchanteresse de la chanteuse kaRIN et la musique industrielle de Statik. Beneath the Skin, leur premier album, sort en 1997, suivi par l'album de remix Distort en 1998. Peu satisfait de l'industrie musicale, le groupe crée son propre label (Noiseplus Music) et sort son deuxième album Chasing the Ghost en l'an 2000 ; l'album Some Kind of Strange est publié trois ans plus tard. Le groupe sort ensuite en 2004 un autre album de remix, Vortex, qui contient des remixes d'artistes tels que Charlie Clouser (qui faisait encore partie de Nine Inch Nails à cette époque). C'est au cours de cette année qu'auront lieu leurs premières tournées durant lesquelles le groupe sera accompagné par Scott Landes et Rogerio Silva à la guitare, Chaz Pease à la batterie et Kai Kurosawa, à la guitare Warr et à la basse.
Collide a sorti le DVD Like The Hunted en 2005 et son prochain album est en cours de création.

## Membres
- kaRIN, chant et paroles
- Statik, musique, production, mixage et ingénierie

## Discographie

### Albums studio
- 1996 - Beneath the Skin
- 2000 - Chasing the Ghost
- 2003 - Some Kind of Strange
- 2008 - Two Headed Monster
- 2009 - These Eyes Before (Album de reprises)
- 2011 - Counting to zero
- 2017 - Color of Nothing
- 2022 - Notes from The Universe

### Compilations et albums en concert
- 1998 - Distort (Album de remixes)
- 2004 - Vortex (Album de remixes)
- 2005 - Live at the El Rey (Concert enregistré à Los Angeles, le 14 avril 2005)
- 2012 - Bent and Broken (Album de remixes)
- 2018 - Mind & Matter (Album de remixes)
- 2020 - Chasing the Ghost (Edition spéciale nouveau mixage version 2020 + inédits)
- 2020 - Some Kind of Strange (Edition spéciale nouveau mixage version 2020 + inédits)

### Participation aux bandes originales de films
- Resident Evil: Extinction, 2007 : reprise de la chanson White Rabbit de Jefferson Airplane, initialement parue sur l'album Chasing the Ghost en 2000
- Sucker Punch OST, 2011 : reprise de la chanson White Rabbit de Jefferson Airplane, initialement parue sur l'album Chasing the Ghost en 2000 par la chanteuse Emilíana Torrini.

### Autres projets
The Secret Meeting (Collide + Dean Garcia de Curve)
- 2007 - Ultrashiver

## Vidéographie
- 2005 - Like the Hunted (Concert enregistré à Los Angeles, le 14 avril 2005)